# Дунлайнг мак Муйредайг

Ирландия в середине IX — начале XI века

Дунлайнг мак Муйредайг (др.‑ирл. Dúnlaing mac Muiredaig; умер в 869) — король Лейнстера (863—869) из рода Уи Дунлайнге.

## Биография
Дунлайнг (или Дунланг) был одним из сыновей короля-соправителя Лейнстера Муйредаха мак Брайна, скончавшегося в 818 году. Септ, к которому принадлежал Дунлайнг, назывался в честь его прадеда Уи Муйредайг. Резиденция его правителей находилась в Майстиу (современном Муллагмасте).
Согласно королевскому списку из «Лейнстерской книги», Дунлайнг мак Муйредайг, ошибочно упоминающийся в этом историческом источнике под именем Дунланг мак Мурхада, взошёл на престол после гибели своего брата Туатала мак Маэл Бригте, убитого собственными родственниками в 854 году, и правил королевством одиннадцать лет. Однако эти сведения противоречат данным ирландских анналов, на основании свидетельств которых современные историки считают, что Дунлайнг получил власть над Лейнстером в 863 году, став преемником погибшего в сражении с викингами короля Муйрекана мак Диарматы из септа Уи Фаэлайн. Соправителем Дунлайнга стал его сын Домналл, скончавшийся в 864 году.
Вероятно, противоречивость свидетельств средневековых источников о преемственности правителей Лейнстера IX века вызвана упадком влияния представителей рода Уи Дунлайнге. Предполагается, что в это время лица, титуловавшие себя королями Лейнстера, не владели властью над всей территорией королевства (например, над Южным Лейнстером, вотчине властителей из рода Уи Хеннселайг). Возможно, этому способствовали как деятельность короля Осрайге Кербалла мак Дунлайнге, стремившегося установить свою гегемонию над Лейнстером, так и существование с 841 года на здешних землях королевства викингов со столицей в Дублине.
Во время своего правления Дунлайнг мак Муйредайг вёл кровопролитную войну с королём Осрайге Кербаллом мак Дунлайнге. Сначала король Осрайге в союзе с викингами совершил в 864 году нападение на лейнстерские земли. В ответ лейнстерцы, в войске которых также были отряды норманнов, разграбили приграничные области владений Кербалла. По свидетельству анналов, многие из подданных правителя Осрайге бежали к его союзникам в Мунстер, но были здесь убиты. Вскоре после этого Кербалл снова вторгся в Лейнстер, разорил часть владений Дунлайнга и получил от местных правителей заложников. В 867 или 868 году между лейнстерцами и Кербаллом произошло новое сражение. Во «Фрагментарных анналах Ирландии» сообщается, что конец битве, унёсшей жизни многих воинов, положило вмешательство диакона Слуадаха уа Райтнена. При его посредничестве между враждующими сторонами был заключён мир. В результате лейнстерский король был вынужден признать свою зависимость от Кербалла мак Дунлайнге и передать правителю Осрайге в качестве заложника своего сына Кайрпре.
В 868 году лейнстерцы участвовали в сражении при Киллинире (вблизи современной Дроэды). Их союзниками были брегцы и дублинские викинги, а противниками — верховный король Ирландии Аэд Финдлиат и король Коннахта Конхобар мак Тайдг Мор. Несмотря на численное превосходство, войско лейнстерцев и их союзников потерпело сокрушительное поражение: на поле боя пали король всей Бреги Фланн мак Конайнг, правитель Лагора (Южной Бреги) Диармайт мак Этерскейли, а также множество викингов, включая Карлуса, сына конунга Анлава.
Дунлайнг мак Муйредайг скончался в 869 году в Килдэрском аббатстве, будучи монахом этой обители. После смерти Дунлайнга новым правителем Лейнстера стал его сын Айлиль. Ещё один сын Дунлайнга, умерший в 884 году Кайрпре, упоминается в анналах как король Иартайр Лифи (или западной части долины реки Лиффи).